# Dolichoxipha gracilipes
Dolichoxipha gracilipes är en insektsart som först beskrevs av Lucien Chopard 1925.  Dolichoxipha gracilipes ingår i släktet Dolichoxipha och familjen syrsor. Inga underarter finns listade i Catalogue of Life.